# Chandrapur
Chandrapur är en stad i centrala Indien, och är den administrativa huvudorten för distriktet Chandrapur i delstaten Maharashtra. Folkmängden beräknades till cirka 350 000 invånare 2018.